# Malyje Korely
Malyje Korely (Russisch: Малые Корелы) is een openluchtmuseum in Rusland. Het museum ligt op ca 28 km ten zuiden van Archangelsk. Het museum is gewijd aan de traditionele houtarchitectuur en volkskunst van het Russische Noorden. Het museumterrein omvat 139,8 ha.
Het museum werd gesticht in 1964, maar werd pas op 1 juni 1973 voor het grote publiek opengesteld. In 1983 trad het museum tot de Europese associatie van de openluchtmusea toe. In 1996 werd het museum opgenomen in de lijst van Uitzonderlijk erfgoed van de Russische Federatie.
De museumcollectie omvat circa 120 houten gebouwen, waarvan de oudste uit de 16e en 18e eeuw stammen, waaronder een klokkentoren uit het dorp Koeliga-Drakovanovo (16e eeuw), de Hemelvaartskerk uit het dorp Koesjereka (18e eeuw) en de kerk van de Heilige Georgi uit het dorp Versjiny (18e eeuw). Naast kerken en klokkentorens zijn er houten huizen, kleine boerenhuizen (izba’s), schuren, windmolens en andere typen gebouwen te vinden. Alle gebouwen zijn afkomstig uit verschillende streken van het Russische noorden. Ze werden uit elkaar gehaald, gedocumenteerd en in het museum gereconstrueerd, waarbij de objecten in hun oorspronkelijke staat werden teruggebracht.
Het museumterrein is opgedeeld in een aantal sectoren; elke sector heeft de specifieke architectuur van een bepaald gebied als thema. De sectoren zijn als volgt ingedeeld: de streek rond Kargopol en de Onega, het gebied van de Noordelijke Dvina, de streek van de Mezen en het Pinega-gebied. De sectoren van Pomorje (de Witte zeekust, land van Pomoren) en Vaga zijn in opbouw.